# 3349 Manas
3349 Manas је астероид главног астероидног појаса са средњом удаљеношћу од Сунца која износи 2,738 астрономских јединица (АЈ).
Апсолутна магнитуда астероида је 12,7.